# 盧巴瓦新城

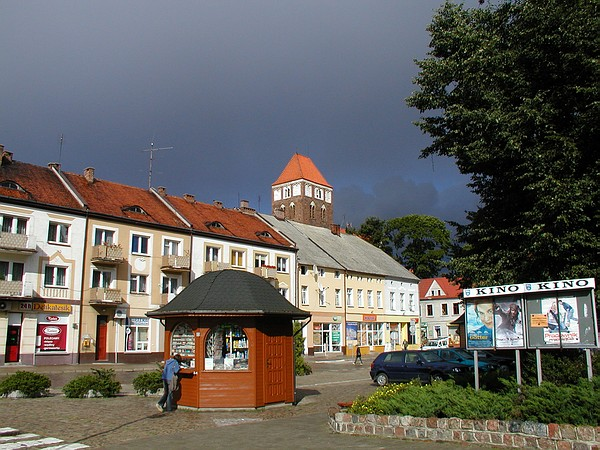

盧巴瓦新城是波蘭的城鎮，位於該國北部，由瓦爾米亞-馬祖里省負責管轄，始建於1325年，面積11.61平方公里，海拔高度82米，2006年人口11,036。第二次世界大戰期間，納粹德國在1939年9月3日至1945年1月21日期間佔領該鎮。

## 外部連結
- （波兰語） Tygodnik Internetowy - weekly alternative newspaper online features top news stories, local information for Nowe Miasto area. （页面存档备份，存于）
- （波兰語） Official town website （页面存档备份，存于）
- Old photo of towns square and church[永久]
- Images of Nowe Miasto Lubawskie

53°25′N 19°36′E / 53.417°N 19.600°E